# Ruggero Leoncavallo
Œuvres principales
- Pagliacci
- Zazà
- Edipo Re
- Mattinata

Ruggero Leoncavallo (23 avril 1857 Naples - 9 août 1919 Montecatini Terme) est un compositeur italien.

## Biographie
Si le nom de Ruggero Leoncavallo reste attaché à l'opéra Pagliacci (Paillasse), son premier opéra créé en 1892 et considéré comme l'un des manifestes du vérisme, sa biographie est truffée de légendes, qu'il a lui-même fabriquées.
De manière certaine, on sait qu'il est fils de magistrat, qu'il a étudié au conservatoire de Naples, qu'il a suivi à Bologne les cours du poète Giosuè Carducci, qu'il a voyagé en Égypte, avant d'arriver à Paris, où il a joué du piano pour gagner sa vie dans les cafés-concerts.
À Paris, Leoncavallo se lie d'amitié avec Jules Massenet et le baryton Victor Maurel. Il commence alors à rédiger des livrets, en s'inspirant de modèles littéraires (il avait déjà écrit Chatterton en 1876, qui ne sera créé qu'en 1896, mais c'est en 1892 qu'éclatera son talent avec Paillasse, dont le succès universel lui a ouvert de nombreux horizons.
Leoncavallo a pu ainsi aborder d'autres genres : opérette, drame musical, poème symphonique comme La Nuit de mai pour ténor et orchestre, inspiré par le poème d'Alfred de Musset, exécuté pour la première fois le 3 avril 1887 à Paris  ou encore Séraphitus Séraphîta, poème symphonique d'après Séraphîta d'Honoré de Balzac, créé à Milan à la Scala en 1894. 
L'artiste reçoit parfois des commandes, comme Der Roland von Berlin de Guillaume II (1904), et il se lancera dans la composition d'opérettes, avant de renouer avec son style initial : Œdipe Roi (1920) qu'il ne verra pas représenté, puisqu'il meurt un an plus tôt.
Il fait partie de la Giovane Scuola.
En 1895, il avait épousé à Milan, la cantatrice française Marie Rose Jean, dite Berthe Rambaud, née à Carpentras en août 1863.
Une grande partie de son patrimoine est conservé aujourd'hui au Fondo Leoncavallo de Locarno. Le musée Leoncavallo de Brissago, tout proche, préserve la mémoire du compositeur, qui a été fait citoyen d'honneur de la commune en 1904.

## Opéras
- Pagliacci (Paillasse) (21 mai 1892) Teatro Dal Verme, Milan
- I Medici (9 novembre 1893) Teatro Dal Verme, Milan
- Chatterton (10 mars 1896) Teatro Argentina, Rome (révision d'une œuvre écrite en 1876)
- La Bohème (6 mai 1897) Teatro La Fenice, Venise
- Zazà (10 novembre 1900) Théâtre lyrique, Milan
- Der Roland von Berlin (13 décembre 1904) Königliches Opernhaus, Berlin
- Maia (15 janvier 1910) Teatro Costanzi, Rome
- Zingari (16 septembre 1912) Hippodrome, London
- Edipo Re (13 décembre 1920) Opera Theatre, Chicago (produit après la mort du compositeur, l'orchestration n'est pas de Leoncavallo)

## Opérettes
- La jeunesse de Figaro (1906) ÉUA
- Malbrouck (19 janvier 1910) Teatro Nazionale, Rome
- La reginetta delle rose (24 juin 1912) Teatro Costanzi, Rome
- Are you There? (1er novembre 1913) Prince of Wales Theatre, London
- La candidata (6 février 1915) Teatro Nazionale, Roma
- Prestami tua moglie (2 septembre 1916) Casino delle Terme, Montecatini
- Goffredo Mameli (27 avril 1916) Théâtre Carlo-Felice, Gênes
- A chi la giarrettiera? (16 septembre 1919) Teatro Adriano, Rome
- Il primo bacio (29 avril 1923) Salone di cura, Montecatini
- La maschera nuda (26 juin 1925) Teatro Politeama, Naples

## Film
- Tragique destin (I pagliacci) film de 1943 réalisé par Giuseppe Fatigati et inspiré du livret de Ruggero Leoncavallo.

## Livres
- Konrad Dryden, Ruggero Leoncavallo, Life and Works (Scarecrow Press Inc. 2007)
- Gérard Denizeau, "Les véristes" (Paris, éditions Bleu Nuit, 2011)
- Theodore Baker et Nicolas Slonimsky (trad. de l'anglais par Marie-Stella Pâris, préf. Nicolas Slonimsky), Dictionnaire biographique des musiciens [« Baker's Biographical Dictionary of Musicians »], t. 2 : H-O, Paris, Robert Laffont, coll. « Bouquins », 1995 (réimpr. 1905, 1919, 1940, 1958, 1978), 8e éd. (1re éd. 1900), 4728 p. (ISBN 2-221-06787-8), p. 2383
- François Buhler, "Les Tziganes" de Leoncavallo, in "Aleko, l'opéra tzigane de Rachmaninov", Connaissances et Savoirs, Paris, 2016, p. 77 - 97,  (ISBN 978-2-7539-0320-3)